# Hisonotus laevior
Hisonotus laevior är en fiskart som beskrevs av Cope, 1894. Hisonotus laevior ingår i släktet Hisonotus och familjen Loricariidae. Inga underarter finns listade i Catalogue of Life.